# Michael Milner, 2. Baron Milner of Leeds
Arthur James Michael Milner, 2. Baron Milner of Leeds (* 12. September 1923 in Leeds; † 20. August 2003) war ein britischer Solicitor und Politiker der Labour Party.

## Leben und Karriere
Milner wurde als Sohn von James Milner, 1. Baron Milner of Leeds geboren. Er besuchte die Oundle School und Trinity Hall, mit einer Unterbrechung von vier Jahren, als Milner in der Royal Air Force als Flight Lieutenant diente. Er graduierte 1948 mit einem Master of Arts und war im Anschluss als Solicitor in der Firma seiner Familie tätig. 
Im Juli 1967 erbte er den Titel seines Vaters nach dessen Tod. Milner war von 1971 bis 1974 Assistant Labour Whip und legte dieses Amt nieder, als Harold Wilson erneut Premierminister wurde. Nach dem House of Lords Act 1999 war er einer der 92 Hereditary Peers die im House of Lords verblieben, als Referenz für seine kontinuierliche Unterstützung der Labour Party und an seinen Vater. Auch war er Mitglied der Worshipful Company of Clothworkers und Ehrenschatzmeister der Society of Yorkshiremen in London von 1967 bis 1970.
Lord Milner of Leeds war zweimal verheiratet, zunächst mit Sheila Margaret Hartley, der Tochter von Gerald Hartley, seit 1951 und nach ihrem Tod 2000, in zweiter Ehe mit Helen Cutting Wilmerding, Tochter von Lucius Wilmerding. Mit seiner ersten Frau hatte er drei Kinder, einen Sohn, Richard Milner und zwei Töchter.
Milner starb im August 2003 im Alter von 79 Jahren in einem Krankenhaus.